# Romario Ibarra
Pour les articles homonymes, voir Ibarra.
Romario Andrés Ibarra Mina, né le 24 septembre 1994 à Atuntaqui (en) en Équateur, est un footballeur international équatorien. Il joue au poste d'ailier gauche au Independiente del Valle. Son frère aîné, Renato Ibarra, est également footballeur professionnel.

## Biographie

### Carrière en club

#### Débuts professionnels en Équateur (2011-2018)
Romario Ibarra commence le football au CD Valle del Chota (es) en 2006. Ensuite, il rejoint l'équipe junior du CD Espoli, puis de l'Universidad Católica. En 2011, il signe son premier contrat professionnel avec l'Universidad Católica, évoluant en Serie B. Lors de la saison 2013, il est prêté au LDU Quito qui évolue en Serie A. Il fait ses débuts en Serie A le 24 août 2013 contre le Deportivo Quito, lors d'un match nul et vierge (0-0).
Il retourne à l'Universidad Católica pour la saison 2014. Le 4 mai 2014, il inscrit son premier but en Serie A face au Manta FC, lors d'une victoire 2-1. Lors de la saison 2017, il inscrit son tout premier doublé face au LDU Quito, le 29 septembre 2017 (défaite 3-2).

#### Nouvelle expérience en MLS (2018-2020)
Il poursuit sa carrière en Amérique du Nord lorsqu'il rejoint le Minnesota United FC en Major League Soccer le 9 juillet 2018. Il fait ses débuts en MLS le 22 juillet 2018, lors d'une victoire 5-1 face au Los Angeles FC. Le 11 août 2018, il inscrit son premier but en MLS face au Galaxy de Los Angeles (2-2). Puis, il inscrit son premier doublé le 22 septembre 2018 face aux Timbers de Portland, lors d'une victoire 3-2.

### Carrière internationale
Le 27 semptembre 2017, il est convoqué pour la première fois en équipe d'Équateur par le sélectionneur national Jorge Célico (en), pour des matchs des éliminatoires de la Coupe du monde 2018 contre le Chili et l'Argentine.
Le 5 octobre 2017, il honore sa première sélection contre le Chili. Lors de ce match, Romario Ibarra entre à la 82e minute de la rencontre, à la place de Cristian Ramírez, puis deux minutes plus tard, il inscrit son premier but en sélection. Le match se solde par une défaite 2-1 des Équatoriens. Lors de sa deuxième sélection, il inscrit son deuxième but en sélection face à l'Argentine, lors d'une défaite 3-1 des Équatoriens.
Le 14 novembre 2022, il est sélectionné par Gustavo Alfaro pour participer à la Coupe du monde 2022.

## Palmarès
- Avec  Universidad Católica
  - Champion d'Équateur de D2 en 2012

## Statistiques

### Statistiques détaillées
| Saison                | Club                  | Championnat           | Championnat | Championnat | Coupe(s) nationale(s) | Coupe(s) nationale(s) | Compétition(s) continentale(s) | Compétition(s) continentale(s) | Compétition(s) continentale(s) | Équateur | Équateur | Total | Total |
| Saison                | Club                  | Division              | M.          | B.          | M.                    | B.                    | Comp.                          | M.                             | B.                             | M.       | B.       | M.    | B.    |
| 2011                  | Universidad Católica  | Serie B               | 1           | 0           | -                     | -                     | -                              | -                              | -                              | -        | -        | 1     | 0     |
| 2012                  | Universidad Católica  | Serie B               | 7           | 0           | -                     | -                     | -                              | -                              | -                              | -        | -        | 7     | 0     |
| 2014                  | Universidad Católica  | Serie A               | 34          | 4           | -                     | -                     | CS                             | 0                              | 0                              | -        | -        | 34    | 4     |
| 2015                  | Universidad Católica  | Serie A               | 27          | 1           | -                     | -                     | CS                             | 1                              | 0                              | -        | -        | 28    | 1     |
| 2016                  | Universidad Católica  | Serie A               | 24          | 2           | -                     | -                     | CS                             | 2                              | 0                              | -        | -        | 26    | 2     |
| 2017                  | Universidad Católica  | Serie A               | 33          | 7           | -                     | -                     | CS                             | 3                              | 1                              | 2        | 2        | 38    | 10    |
| 2018                  | Universidad Católica  | Serie A               | 13          | 1           | -                     | -                     | -                              | -                              | -                              | -        | -        | 13    | 1     |
| Sous-total            | Sous-total            | Sous-total            | 139         | 15          | 0                     | 0                     | -                              | 6                              | 1                              | 2        | 2        | 147   | 18    |
| 2013                  | LDU Quito (prêt)      | Serie A               | 7           | 0           | -                     | -                     | -                              | -                              | -                              | -        | -        | 7     | 0     |
| Sous-total            | Sous-total            | Sous-total            | 7           | 0           | 0                     | 0                     | -                              | 0                              | 0                              | 0        | 0        | 7     | 0     |
| 2018                  | Minnesota United      | MLS                   | 9           | 3           | -                     | -                     | -                              | -                              | -                              | 3        | 1        | 12    | 4     |
| 2019                  | Minnesota United      | MLS                   | 8           | 2           | 0                     | 0                     | -                              | -                              | -                              | 7        | 0        | 15    | 2     |
| Sous-total            | Sous-total            | Sous-total            | 17          | 5           | 0                     | 0                     | -                              | 0                              | 0                              | 10       | 1        | 27    | 6     |
| 2019-2020             | CF Pachuca (prêt)     | Liga MX               | 20          | 4           | 2                     | 1                     | -                              | -                              | -                              | 4        | 0        | 26    | 5     |
| 2020-2021             | CF Pachuca            | Liga MX               | 0           | 0           | 0                     | 0                     | -                              | -                              | -                              | 0        | 0        | 0     | 0     |
| Sous-total            | Sous-total            | Sous-total            | 20          | 4           | 2                     | 1                     | -                              | 0                              | 0                              | 4        | 0        | 26    | 5     |
| Total sur la carrière | Total sur la carrière | Total sur la carrière | 183         | 24          | 2                     | 1                     | -                              | 6                              | 1                              | 16       | 3        | 207   | 29    |